# Língua salar
Salar é uma língua turcomana falada pelos salares que vive principalmente nas províncias chinesas Qinghai e Gansu, havendo ainda falantes em Gulja, Sinquião. Dos cerca de 105 mil salares étnicos, 60 mil falam o salar, e os demais 45 mil falam o chinês.
Os salares chegaram a sua atual área durante o século XIV, tendo vindo do oeste, de Samarcanda, conforme lenda local. Evidências linguísticas indicam que a origem da língua esteja nas línguas turcomanas faladas pelos oguzes. A língua salar de hoje foi muito influenciada pela língua tibetana e pelo chinês.

## Status oficial
A língua Salar tem algum status oficial somente nas areas autônomas do povo salar, como os condados autônomos de Xunhua Salar  e de Jishishan Bonan, Dongxiang .

## Fonologia
A fonologia salar foi influenciada pelas línguas Tibetana e Chinesa. Além disso,  os sons consoantes  /k, q/  e /g, ɢ/ passaram a ser fonemas separados por causa de palavras de origem externa, como ocorreu em outras línguas turcomanas.
|                | Labial | Labial | Dental | Dental | Retroflexa | Retroflexa | Alvéolo-palatal | Alvéolo-palatal | Velar | Velar | Uvular | Uvular | Glotal | Glotal |
| -------------- | ------ | ------ | ------ | ------ | ---------- | ---------- | --------------- | --------------- | ----- | ----- | ------ | ------ | ------ | ------ |
| Oclusiva       | p      | b      | t      | d      |            |            |                 |                 | k     | ɡ     | q      | ɢ      |        |        |
| Africada       |        |        |        |        | t͡ʂ         | d͡ʐ         | t͡ɕ              | d͡ʑ              |       |       |        |        |        |        |
| Fricativa      | f      | v      | s      | z      | ʂ          | ʂ          | ɕ               | ɕ               | x     | x     | ʁ      | ʁ      | h      | h      |
| Nasal oclusiva | m      | m      | n      | n      |            |            |                 |                 |       |       |        |        |        |        |
| Aproximante    |        |        | l r    | l r    |            |            | j               | j               |       |       |        |        |        |        |

As vogais do Salar seguem a fonologia das línguas turcomanas, com as vogais posteriores a, ɨ, o u e as correspondentes vogais frontais  e, i, ø, y.

## Influências chinesa e tibetana
Em Amdo, a língua salar é muito influenciada pelas línguas chinesa e tibetana. Mesmo sendo uma língua turcomana, as principais estruturas da língua foram absorvidas do chinês. Cerca de 20% do vocabulário é de 0rugem chinesa e 10% de origem tibetana. Tambem são percebidas influências de outros idiomas chineses das proximidades, bem como palavras Salar inflenciam essas línguas..Porém, oficialmente o Governo Comunista Chinês incentiva estudos acadêmicos enfatizando as origens turcomanas da língua e ignorando influências chinesas na língua. O Salar usa os caracteres chineses como uma alternativa por não ter escrita própria.

## Escrita
A escrita tradicional do salar foi durante muito tempo a árabe e ainda é usada, sendo preferida à também utilizada uma escrita latina de forma local e não oficial, a chamada “Salır Latin Oğış”. Essa escrita latina apresenta 25 letras (não há o W) e ainda sete dessas letras com diacríticos.
Há reidinvicações para que se escreva padronizem as escritas árabe e latina especificamente para o Salar, porém o governo da República Popular da China vem rejeitando essas solicitações o que mantem a língua sem uma escrita oficial. 
Mesmo havendo um alfabeto latino não oficial para o Salar, cuja base é uma ortografia turcomama, essa escrita não é popular e não conseguiu se impor. A escrita árabe é bem mais aceita, mas o governo prefere que não haja nenhuma escrita para língua.  This lack of an official script has led the Salar to use Chinese writing.Essa escrita árabe teve significativa presença no passado, tendo sido descobertos documentos com vários séculos de idade que foram escritos dessa forma Árabe.